# Người Canada gốc Đan Mạch
Người Canada gốc Đan Mạch (tiếng Anh: Danish Canadians, tiếng Đan Mạch: Dansk-canadiere) là công dân Canada công dân của tổ tiên Đan Mạch. Theo Điều tra dân số năm 2006, có 200.035 người Canada gốc Đan Mạch, 17.650 người trong số họ sinh ra ở Đan Mạch.
Canada trở thành một điểm đến quan trọng của người Đan Mạch trong thời kỳ hậu chiến. Tại một thời điểm, một văn phòng nhập cư Canada đã được thành lập ở Copenhagen. Trong khi hầu hết những người nhập cư sau chiến tranh định cư ở các thành phố lớn, các cộng đồng người Canada gốc Đan Mạch có thể được tìm thấy ở tất cả mười tỉnh của Canada.
Cộng đồng người Đan Mạch lâu đời nhất ở Canada là New Denmark, New Brunswick, nơi sinh sống đầu tiên của những người nhập cư Đan Mạch vào năm 1872.

## Nhân vật nổi tiếng
- Earl W. Bascom – Nhà tiên phong rodeo, nghệ sĩ, nhà phát minh, diễn viên, Người được giới thiệu ở Đại sảnh Danh vọng Thể thao của Canada
- Karen Bulow – nghệ nhân dệt
- Erik Christensen – Cầu thủ NHL của New York Rangers
- Hayden Christensen – diễn viên (ông bà nội gốc Đan Mạch)
- Scott Frandsen – Vận động viên Olympic
- Ann Hansen – người theo chủ nghĩa vô chính phủ trước đây
- Glenna Hansen – Chính trị gia Inuvialuit
- Rick Hansen – vận động viên liệt nửa người
- Valdy/Valdemar Horsdal – ca sĩ-nhạc sĩ
- Carly Rae Jepsen – ca sĩ nhạc pop
- K.V. Johansen – nhà văn
- Rasmus Lerdorf – người lập trình
- Erik Nielsen – Phó Thủ tướng Canada từ năm 1984 đến năm 1986
- Leslie Nielsen – diễn viên kiêm diễn viên hài (cha người Đan Mạch)
- Robert Nielsen – nhà báo
- Alf Erling Porsild – nhà thực vật học
- Knud Simonsen – nhà phát minh, nhà công nghiệp, doanh nhân
- Luke Skaarup – vận động viên sức mạnh, người mạnh mẽ
- Lauren Southern – nhà hoạt động chính trị (cha người Đan Mạch)
- Jens Haven – nhà truyền giáo và người định cư